# Hirofumi Matsuda
Hirofumi Matsuda (født 31. august 1943) er en japansk judoka og verdensmester. Han vandt guld i letvægtsklassen ved VM i judo 1965.
Ved VM i judo 1967 i Salt Lake City fik han sølv, da han blev slået af landsmanden Takafumi Shigeoka i finalen.

## Eksterne henvisininger
- Hirofumi Matsuda hos JudoInside.com (engelsk)